# Genoni
Genoni (sardisch: Jaròi) ist eine italienische Gemeinde (comune) in der Metropolitanstadt Cagliari mit 744 Einwohnern (Stand 31. Dezember 2023) im Westen Sardiniens und grenzt unmittelbar an die Provinz Oristano. Die Gemeinde liegt etwa 38 Kilometer ostsüdöstlich von Oristano.

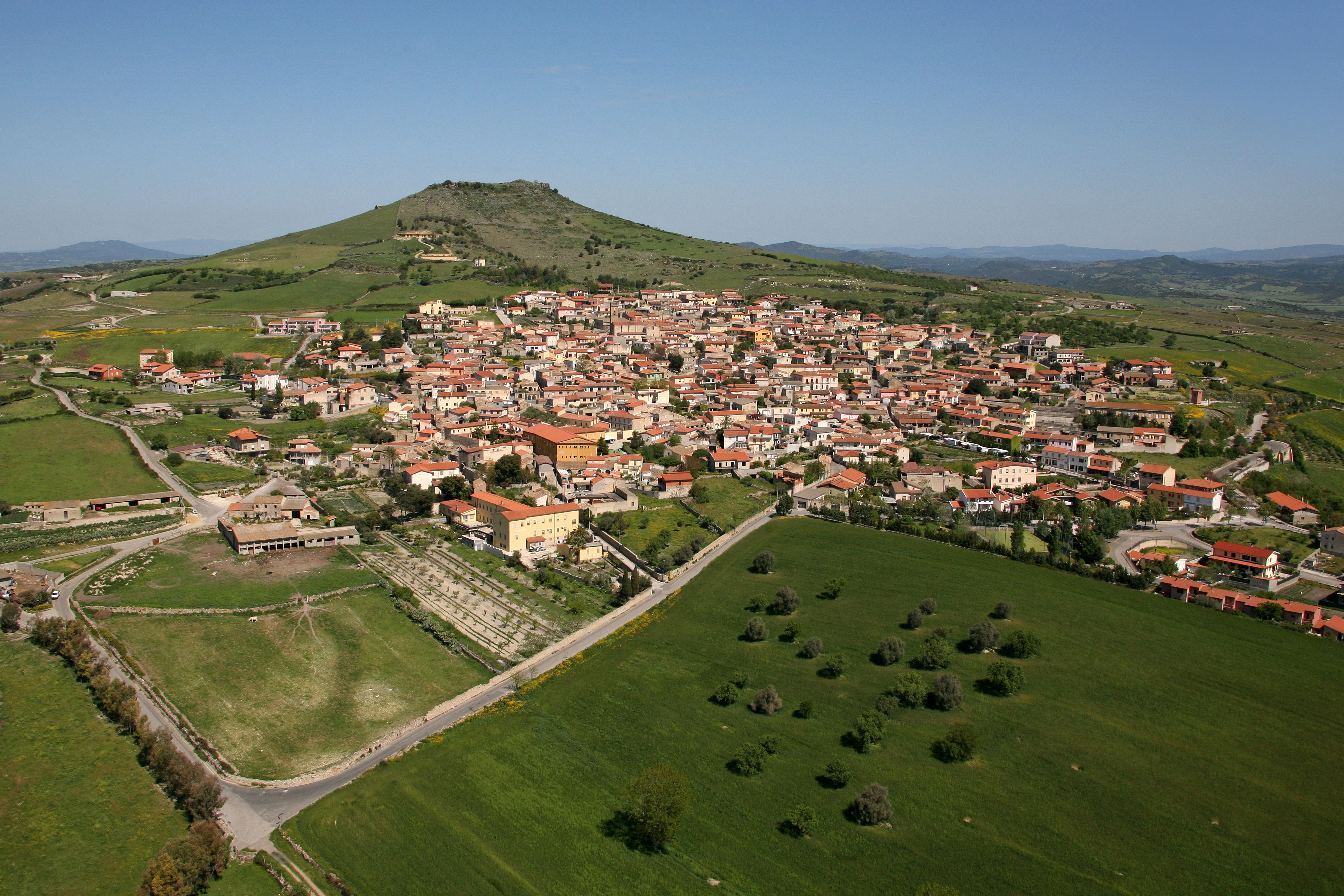
Blick auf Genoni

## Geschichte
Paläontologisch und archäologisch bietet die Gemeinde erhebliches Potenzial für die Wissenschaft. Zahlreiche Nuraghen und eine Nuraghensiedlung befinden sich hier.